# 土井利則
土井 利則（どい としのり）は、下総国古河藩主。土井家宗家13代。

## 生涯
天保2年（1831年）9月17日、伊勢久居藩主・藤堂高秭の四男として生まれる。弘化4年（1847年）3月7日に先代の古河藩主・土井利亨の養子となる。嘉永元年（1848年）11月8日、養父の死去により家督を継ぐ。同年11月15日、将軍徳川家慶に拝謁する。同年12月16日に従五位下・大炊頭に叙任する。隠居後は織部正に改めた。
藩政では西洋砲術の演習、武芸の奨励、片町教武所の創設などに尽力しているが、病弱だったために藩政を執ることが次第に困難となり、慶応3年（1867年）4月5日に家督を長男の利与に譲って隠居した。
明治24年（1891年）8月27日に死去。享年61。

## 系譜
父母
- 藤堂高秭（実父）
- 土井利亨（養父）

正室
- 心誠院 - 土井利亨の養女、土井利位の娘

子女
- 土井利与（長男） 生母は心誠院
- 土井福子 - 土井利恒正室
- 大岡忠貫正室
- 土井守巣（三女） - 三浦顕次正室
- 土井壽子[注釈 1] - 28代高梨兵左衛門室[3]